# Адолф фон Насау (Орания)
Адолф фон Насау (на немски: Adolf von Nassau; * 11 юли 1540, Диленбург; † 23 май 1568 в битката при Хайлигерлее, провинция Гронинген, Нидерландия) е граф на Насау, по-малък брат на княз Вилхелм Орански, нидерландският военачалник през нидерландския бунт срещу испанците.

## Живот
Той е четвъртият син на граф Вилхелм фон Насау (1487 – 1559) и втората му съпруга Юлиана фон Щолберг (1506 – 1580). По-големите му братя са княз Вилхелм Орански (1533 – 1584), граф Йохан VI (1536 – 1606), Лудвиг (1538 – 1574) и по-малкият Хайнрих (1550 – 1574).
Адолф следва във Витенберг и след това се бие през 1564 г. в датско-шведската Северна седемгодишна война за трите корони (1563 – 1570). През 1566 г. участва във Втората австрийска война против турците. През 1568 г. участва в боевете в Брабант с брат си Вилхелм, против Филип II от Испания.
Адолф е командир на кавалерията и с другия си брат Лудвиг тръгват на Север. Адолф е убит от испанците в битката при Хайлигерлее на 23 май 1568 г.